# Serra de Cal Baró
La Serra de Cal Baró és una serra situada al municipi d'Aiguamúrcia (Alt Camp), amb una elevació màxima de 620 metres.